# Tibouchina laevis
Tibouchina laevis är en tvåhjärtbladig växtart som beskrevs av Célestin Alfred Cogniaux. Tibouchina laevis ingår i släktet Tibouchina och familjen Melastomataceae. Inga underarter finns listade i Catalogue of Life.